# Porte Désilles
La Porte Désilles (también Mémorial Désilles) es un arco de triunfo de la ciudad de Nancy, región de Gran Este, Francia. Es considerado el cenotafio más antiguo de Francia y fue declarado monumento histórico el 15 de enero de 1925.

## Descripción
El arco, ubicado en la plaza de Luxemburgo (Place de Luxembourg) en el extremo norte del céntrico paseo Cours Léopold, al oeste del casco antiguo, fue construido entre 1782 y 1784 siguiendo los diseños del arquitecto de la ciudad, Didier-Joseph-François Mélin, por iniciativa del también nanceiense Étienne François, conde de Stainville y secretario del rey Luis XV. 
Su objetivo conmemorativo fue servir de monumento a los caídos de Nancy en la batalla de Yorktown (1781) durante la guerra de Independencia de Estados Unidos, aunque también tenía un objetivo más práctico, que era delimitar el Cours Léopold por el norte, ofreciendo una salida hacia la actual carretera de Metz.
La puerta tiene unos diez metros de altura, doce metros si se considera la decoración de coronación. Tiene tres aberturas: la principal, en el medio, en un arco de medio punto de seis metros de altura, mientras que las otras dos tienen unos tres metros de altura y son adinteladas. La forma esculpida alrededor de las aberturas laterales guarda el mismo aspecto que la principal, por lo que desde lejos parecen tres elementos idénticos.

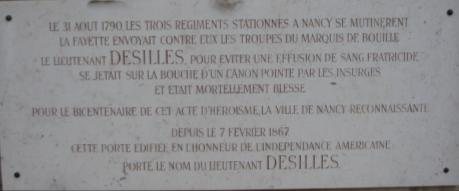
Placa de conmemoración de André Désilles

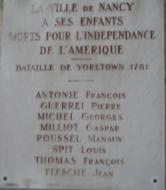
Placa conmemorativa con los nombres de los caídos en la batalla de Yorktown

La parte superior de la fachada sur, que da al Cours Léopold, está decorada con bajorrelieves que conmemoran el Tratado de Versalles firmado en 1783 por Luis XVI, mientras que la fachada exterior (norte), que da a la Rue de Metz, representa la batalla de Nancy de 1477. Tanto las estatuas colocadas en su parte superior como los bajorrelieves que la adornan son obra de Joseph Söntgen.

#### Etimología
El nombre que se le dio a la construcción fue inicialmente Porte Saint-Louis, luego Porte Stainville (en honor a su promotor y benefactor) y finalmente se le concedió su nombre actual en memoria del teniente André Désilles, quien durante el motín de Nancy (Affaire de Nancy) en 1790 sacrificó su vida para salvar la de sus compañeros.

## Galería

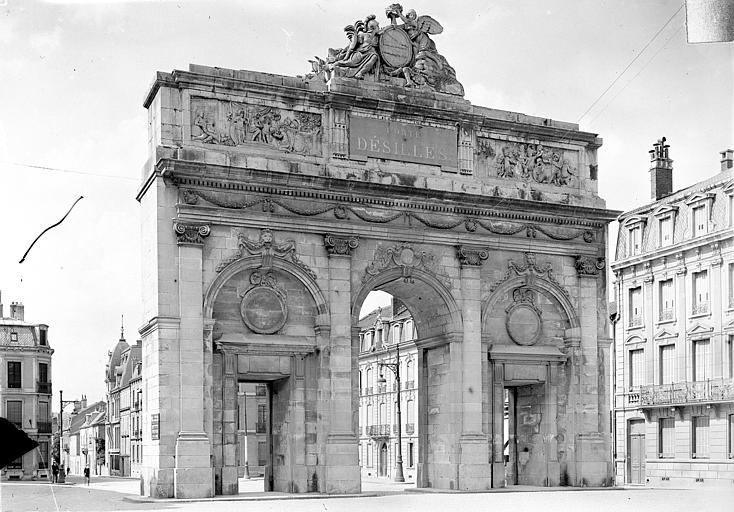
Fotografía antigua de la Porte Désilles
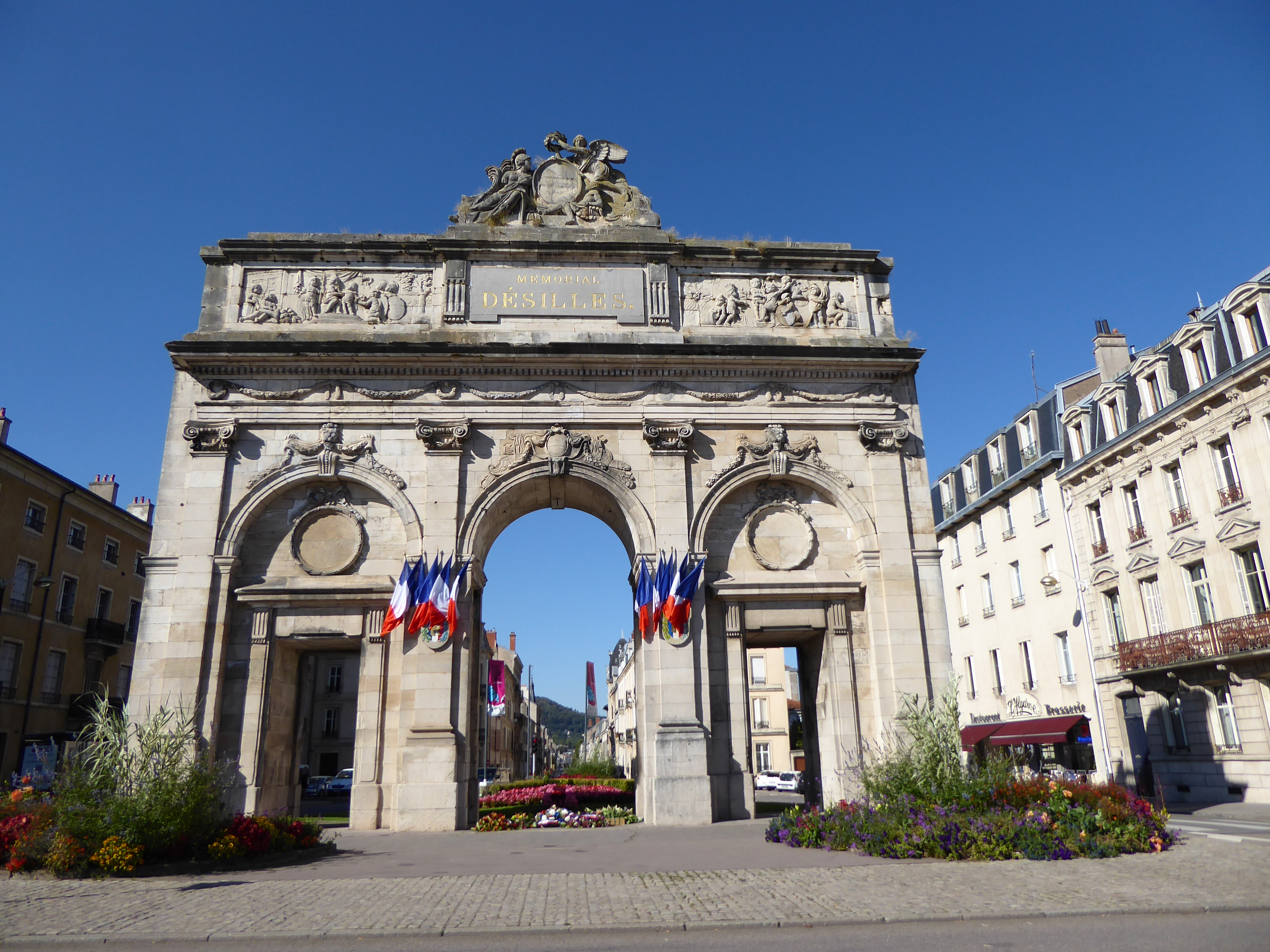
Banderas colocadas en el día nacional de Francia
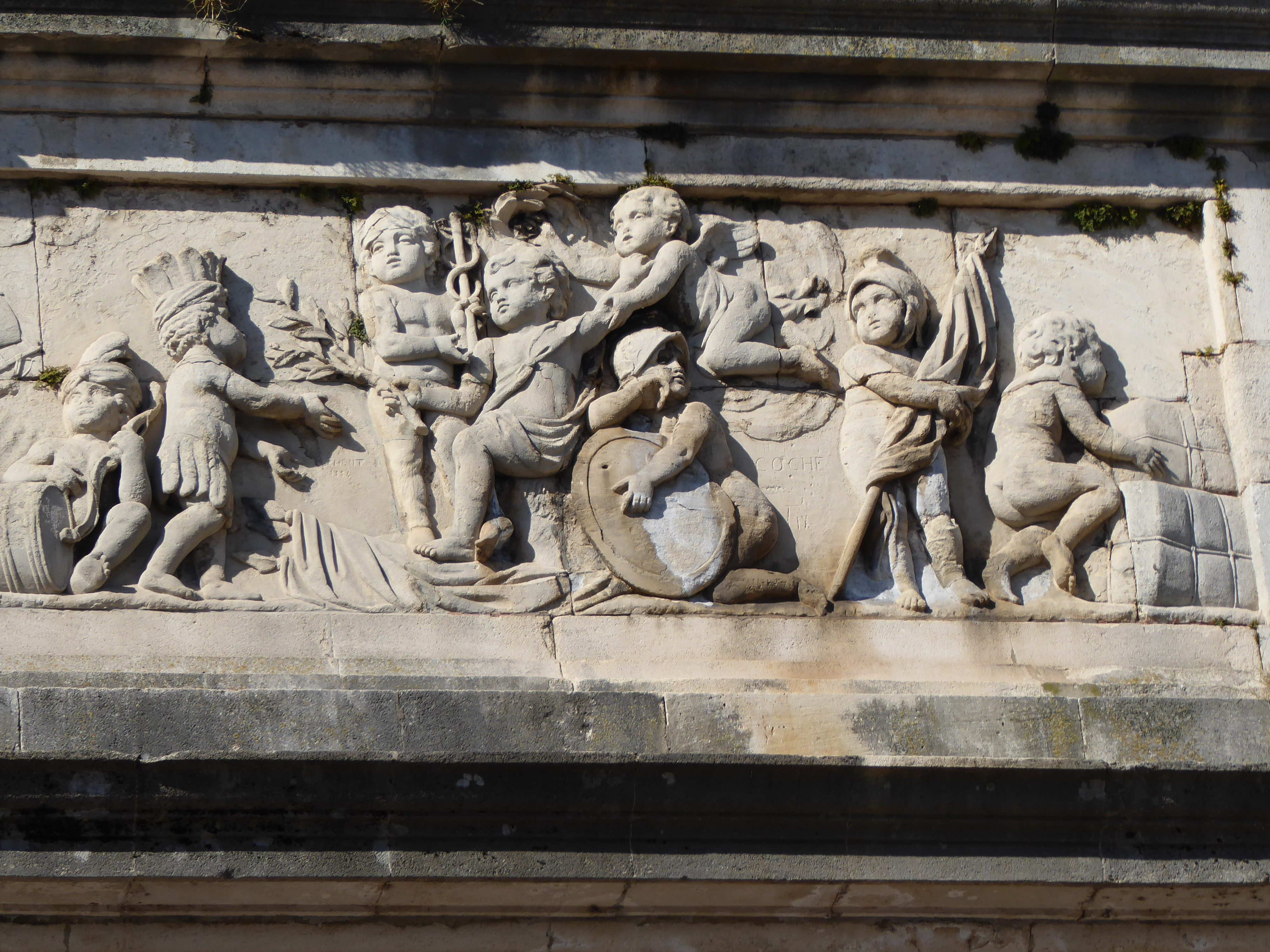
Algunos de los bajorrelieves en la parte superior del arco
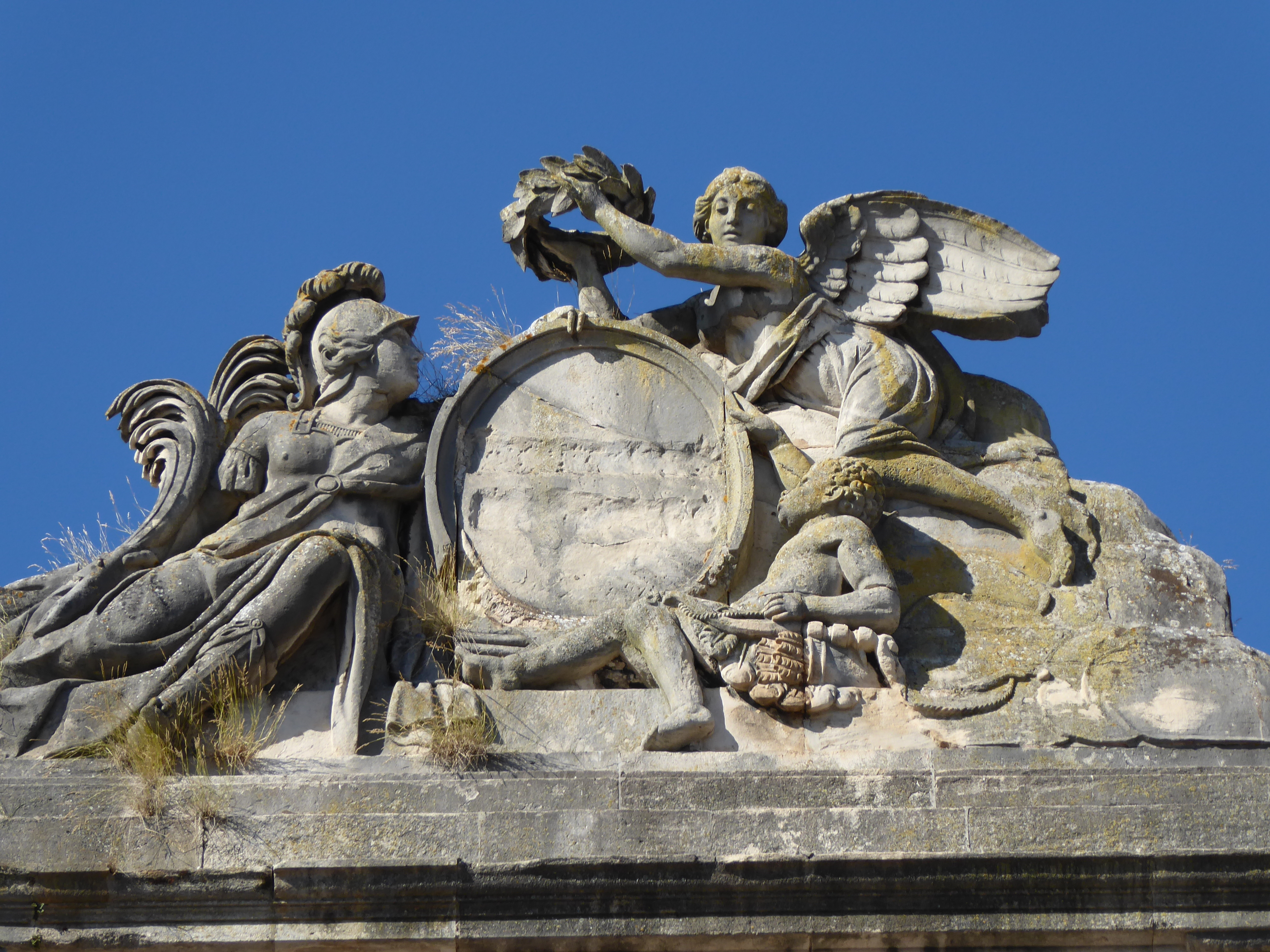
Estatuas conmemorativas coronando el arco, fachada sur
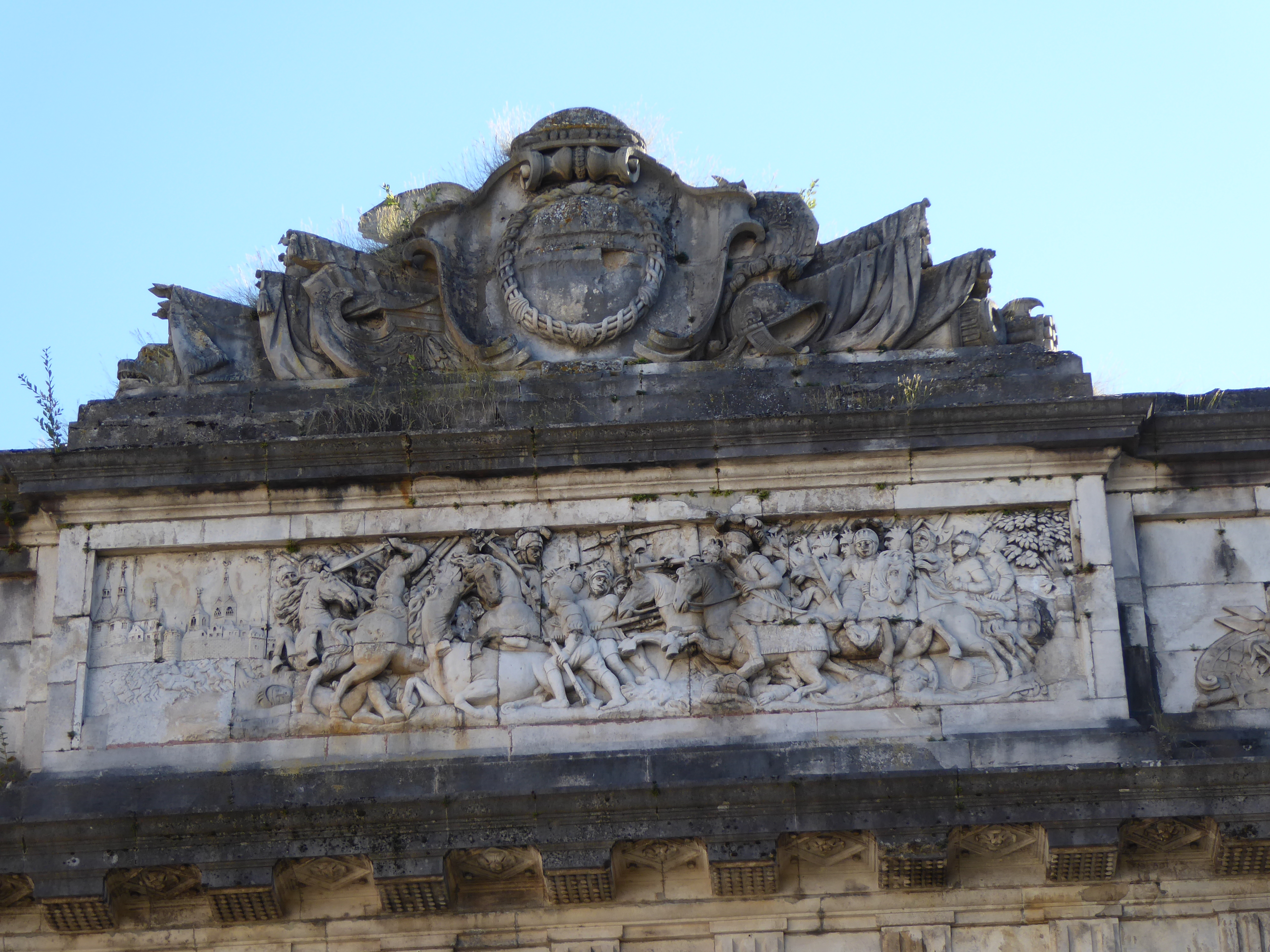
Estatua conmemorativa coronando el arco, fachada norte